# Keith Devlin

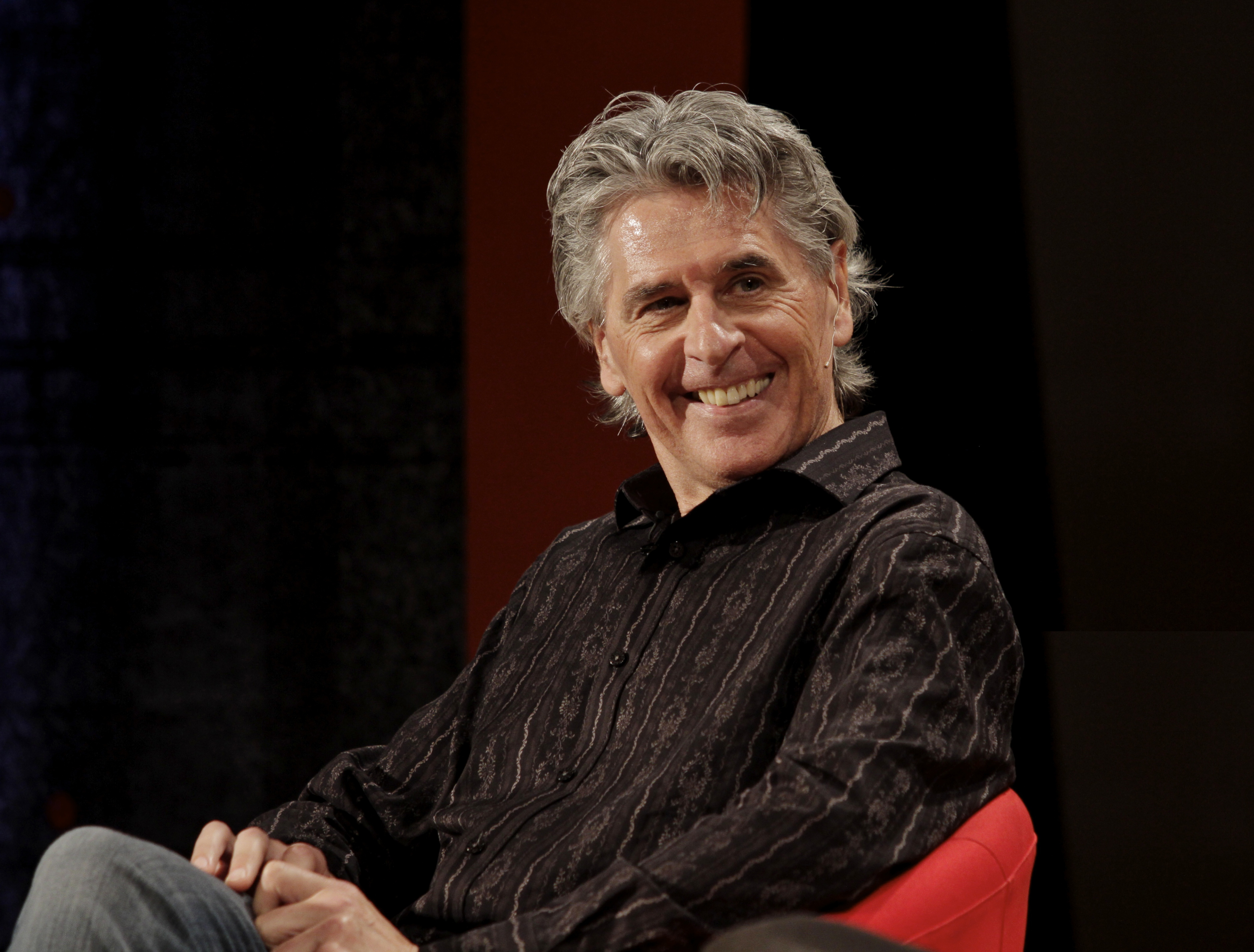
Keith Devlin (2011)

Keith J. Devlin (* 16. März 1947 in Kingston upon Hull) ist ein britischer Mathematiker und Wissenschaftsjournalist.
Er lehrte an verschiedenen Universitäten unter anderem in Deutschland und den USA. Gegenwärtig ist er Leitender Direktor des Center for the Study of Language and Information und Beratender Professor der Mathematik an der Stanford-Universität.
Devlin ist seit 1983 Kolumnist der Tageszeitung The Guardian. Für die BBC produziert er erfolgreiche Sendungen über moderne Mathematik. Ferner ist er Kommentator im National Public Radio, wo er als "The Math Guy" (der Mathe-Typ) bekannt ist. Bis zum Jahre 2011 veröffentlichte er 31 Bücher. Neben seinen akademischen Werken sind einige auch populärwissenschaftlich abgefasst.
Seit 2012 hält er kostenlose Onlinekurse über mathematisches Denken auf der Lernplattform Coursera.
Seit den Snowden-Enthüllungen (2013) ist Devlin politisch aktiv; er erfuhr, dass einige seiner mathematischen Forschungsarbeiten von Geheimdiensten für illegale Überwachungsaktivitäten eingesetzt wurden.
Seit der Wahl von Donald Trump zum US-Präsidenten äußert er sich häufig per Twitter (@profkeithdevlin). 
Gemeinsam mit den politisch ebenfalls sehr aktiven Mathematikern Edward Frenkel (University of California, Berkeley), John Allen Paulos und Jordan Ellenberg versucht er, Trump zu stoppen. 
Er befürchtet, dass Trump die von Mathematikern entwickelten Technologien (z. B. zum Dechiffrieren von Verschlüsselungssystemen) nutzen wird, um die Bevölkerung zu unterdrücken.
Devlin ist Fellow der American Mathematical Society und der American Association for the Advancement of Science.

## Werke
- The Millennium Problems: the Seven Greatest Unsolved Mathematical Puzzles of Our Time (2003, ISBN 978-0465017300)
- Das Mathe-Gen: oder Wie sich das mathematische Denken entwickelt + Warum Sie Zahlen ruhig vergessen können (The Math Gene. How Mathematical Thinking Evolved and Why Numbers Are Like Gossip), Deutscher Taschenbuch Verlag, 2. Aufl., München 2003, ISBN 3-423-34008-8
- The Language of Mathematics: Making the Invisible Visible, W. H. Freeman and Company, 1998
- Logic and Information. Cambridge University Press, 1991
- Mathematics: The Science of Patterns – The Search for Order in Life, Mind, and the Universe, Basic Books, New York 2003
- Sternstunden der modernen Mathematik: berühmte Probleme und neue Lösungen (Mathematics: The New Golden Age), Birkhäuser Verlag, Basel 1990
- Life by the Numbers. Wiley 1999, ISBN 978-0471328223
- The Unfinished Game: Pascal, Fermat, and the Seventeenth-Century Letter that Made the World Modern, Basic Books, New York 2008, ISBN 978-0-465-00910-7
- Pascal, Fermat und die Berechnung des Glücks. Eine Reise in die Geschichte der Mathematik. Verlag C. H. Beck, München 2009, ISBN 978-3-406-59099-3
- The Man of Numbers: Fibonacci's Arithmetic Revolution. Bloomsbury Publishing, 2011.
- Finding Fibonacci – The Quest to Rediscover the Forgotten Mathematical Genius Who Changed the World, Princeton University Press, Princeton 2017.